# Championnat d'Italie de rugby à XV 1973-1974
Navigation
Serie A 1972-1973 Serie A 1974-1975
Le Championnat d'Italie de rugby à XV 1973-1974 oppose les douze meilleures équipes italiennes de rugby à XV. Le championnat débute en 1973 et se termine en 1974. Le tournoi se déroule sous la forme d'un championnat unique en matchs aller-retour.
Petrarca Padoue remporte son cinquième titre d'affilée alors que Frascati et le CUS Firenze redescendent en Série B.

## Équipes participantes
Les douze équipes sont les suivantes :
| - Amatori Catane - L'Aquila - Concordia Brescia - CUS Firenze - CUS Genova - CUS Roma Intercontinentale | - Fiamme Oro - Frascati - Petrarca Padoue - Rugby Rome - Meco Rovigo - Metalcrom Trévise |

## Classement
| Rang | Club                       | J  | V  | N | D  | Pm  | Pe  | Diff | Pts |
| ---- | -------------------------- | -- | -- | - | -- | --- | --- | ---- | --- |
| 1    | Petrarca Padoue (T)        | 22 | 19 | 2 | 1  | 389 | 138 | +251 | 40  |
| 2    | L'Aquila Rugby             | 22 | 19 | 1 | 2  | 410 | 128 | +282 | 39  |
| 3    | Rugby Rome                 | 22 | 12 | 1 | 9  | 396 | 242 | +154 | 25  |
| 4    | Rugby Brescia              | 22 | 12 | 0 | 10 | 364 | 241 | +123 | 24  |
| 5    | Genova                     | 22 | 12 | 0 | 10 | 337 | 235 | +102 | 24  |
| 6    | CUS Roma Intercontinentale | 22 | 12 | 0 | 10 | 279 | 242 | +37  | 24  |
| 7    | Rugby Rovigo               | 22 | 11 | 2 | 9  | 256 | 219 | +37  | 24  |
| 8    | Metalcrom Trévise          | 22 | 10 | 1 | 11 | 267 | 294 | -27  | 21  |
| 9    | Fiamme Oro Padova          | 22 | 7  | 3 | 12 | 198 | 268 | -70  | 17  |
| 10   | Amatori Catane             | 22 | 6  | 2 | 14 | 167 | 470 | -303 | 14  |
| 11   | Frascati                   | 22 | 3  | 2 | 17 | 154 | 342 | -188 | 8   |
| 12   | CUS Firenze                | 22 | 2  | 0 | 20 | 117 | 475 | -358 | 3¹  |

¹CUS Firenze écope d'un point de pénalité.
|  | Vainqueur (no 1)         |
|  | Relégués (no 11, no 12)  |
|  | T : tenant du titre 1973 |

Attribution des points :  victoire : 2, match nul : 1, défaite : 0.

## Vainqueur
| Entraîneur | Entraîneur             | Marcello Fronda                |
| Avants     | Pilier                 | Bettella, F. Bertolami         |
| Avants     | Talonneur              | Kind                           |
| Avants     | Deuxième ligne         | Colombini, Ragazzi, A. Rinaldo |
| Avants     | Troisième ligne aile   | Miele                          |
| Avants     | Troisième ligne centre | Lorello                        |
| Arrières   | Demi de mêlée          | P. Bertolami, Brevigliero      |
| Arrières   | Demi d'ouverture       | Amagliani                      |
| Arrières   | Centre                 |                                |
| Arrières   | Ailier                 | Cecotti                        |
| Arrières   | Arrière                | Michelon                       |